# Sean Anders
Sean Anders (DeForest, 19 giugno 1969) è un regista, sceneggiatore e produttore cinematografico statunitense.

## Carriera
Ha esordito alla regia nel 2005 con il film Never Been Thawed, di cui è anche co-sceneggiatore. Nel 2008 invece dirige la commedia Sex Movie in 4D. Nel 2011 Anders ha co-sceneggiato il film I pinguini di Mr. Popper con Jim Carrey e Carla Gugino. La notorietà arriva con la regia del film Come ammazzare il capo 2 mentre nel 2015 invece è la volta della commedia Daddy's Home, con Mark Wahlberg e Will Ferrell tra i protagonisti. Due anni dopo, dirige il suo sequel Daddy's Home 2.
Anders è amico nonché assiduo collaboratore di John Morris, con cui scrive la maggior parte delle sceneggiature dei film, ed è inoltre il fratello maggiore dell'attrice Andrea Anders.

## Filmografia

### Regista
- Never Been Thawed, 2005
- Sex Movie in 4D (Sex Drive), 2008
- Indovina perché ti odio (That's My Boy), 2012
- Come ammazzare il capo 2 (Horrible Bosses 2), 2014
- Daddy's Home, 2015
- Daddy's Home 2, 2017
- Instant Family, 2018
- Spirited - Magia di Natale (Spirited), 2022

### Sceneggiatore
- Never Been Thawed, 2005
- Playing Chicken - film TV, 2007
- Sex Movie in 4D (Sex Drive), 2008
- Lei è troppo per me (She's Out of My League), 2010
- Un tuffo nel passato (Hot Tub Time Machine), 2010
- I pinguini di Mr. Popper (Mr. Popper's Penguins), 2011
- Come ti spaccio la famiglia (We're the Millers), 2013
- Come ammazzare il capo 2 (Horrible Bosses 2), 2014
- Scemo & + scemo 2 (Dumb and Dumber To), 2014
- Daddy's Home, 2015
- Daddy's Home 2, 2017
- Instant Family, 2018
- Spirited - Magia di Natale (Spirited), 2022

### Produttore
- Playing Chicken - film TV, esecutivo, 2007
- Daddy's Home  - esecutivo, 2015
- Daddy's Home 2 - esecutivo, 2017
- Instant Family, 2018
- Countdown, 2019
- Spirited - Magia di Natale (Spirited), 2022

### Attore
- Never Been Thawed, 2005
- Daddy's Home 2, 2017

### Production design
- Never Been Thawed, 2005